# Dean Ambrose
Jonathan David Good (n. 7 decembrie 1985) este un wrestler profesionist american și actor, mai bine cunoscut sub numele de Dean Ambrose. În prezent este semnat de All Elite Wrestling sub numele de Jon Moxley.
Good este, de asemenea, cunoscut pentru munca sa în circuitul independent sub numele de Jon Moxley între 2004 și 2011. A lucrat pentru mai multe promoții, inclusiv Full Impact Pro (FIP), Combat Zone Wrestling (CZW), Ring of Honor (ROH) Evolve Wrestling (EVOLVE) și Dragon Gate USA (DGUSA), câștigând FIP World Heavyweight o dată și CZW World Heavyweight de două ori.
După ce a semnat cu WWE, Good, sub numele său actual, a concurat în teritoriile de dezvoltare ale companiei Florida Championship Wrestling (FCW) și NXT Wrestling până în 2012. A intrat în main roster în 2012 ca membru The Shield, alături de Roman Reigns și Seth Rollins. Ambrose a câștigat primul său titlu în timp ce era în grup, centura Statelor Unite, având o durată de 351 de zile, fiind a treia cea mai lungă domnie în istoria titlului și cea mai lungă în WWE (după ce a cumpărat titlul în totalitate în 2001).
După despărțirea de The Shield, Ambrose a devenit campion WWE World Heavyweight, Campion Intercontinental de trei ori și de două ori Campion pe echipe din Raw (împreună cu Rollins). De asemenea, a devenit câștigătorul meciului Money in the Bank Ladder match din 2016 și a încasat cu succes contractul pentru a deveni campion mondial WWE World Heavyweight. După ce a câștigat centura pe echipe din Raw, Ambrose a devenit cel de-al XXI-lea Triple Crown Championship și al șaptesprezecelea și cel mai tânăr Grand Slam Championship, fiind primul membru al The Shield care a reușit ambele realizări. Ambrose a condus cele mai multe evenimente pay-per-view pentru WWE.

## CARIERA DE WRESTLING PROFESIONIST

### World Wrestling Entertainment/WWE

#### Florida Championship Wrestling (2011–2012)
La data de 4 aprilie 2011, a fost confirmat faptul că Good a semnat un contract de dezvoltare cu World Wrestling Entertainment (WWE), iar Dragon Gate USA a acordat eliberarea sa din promoție. Good a apărut anterior pentru promovare ca Jon Moxley pe 20 ianuarie 2006, când a jucat cu Brad Attitude într-o pierdere pentru MNM într-un meci înregistrat pentru Velocity. Pe 27 mai, el sa alăturat teritoriului de dezvoltare WWE Florida Championship Wrestling (FCW) sub numele de Dean Ambrose.
Ambrose și-a făcut debutul televizat în episodul de la FCW de pe 3 iulie, unde l-a provocat pe Seth Rollins, un alt luptător independent. Ambrose și Rollins au avut primul meci pentru centura FCW 15 într-un meci Iron Man de 15 minute de la episodul de FCW din 14 august, care sa încheiat la egalitate, fără ca niciunul să scadă, așa că Rollins și-a păstrat titlul. Următorul rematch de 20 de minute pentru titlu, cu două săptămâni mai târziu, s-a încheiat la egalitate 0-0. Un al doilea rematch de 30 de minute pentru titlu la episodul de la FCW din 18 septembrie Rollins a reușit o victorie pentru a câștiga meciul 3-2. De remarcat, un întreg episod al FCW a fost dedicat hippingului și afișării celui de-al treilea meci din serie. Ambrose l-a bătut în cele din urmă pe Rollins într-un meci fără titlu pe masă în prima rundă a turneului Super Eight, pentru a încorona noul campion FCW Florida Heavyweight Championship. Cu toate acestea, Ambrose nu a avut succes în finala turneului deoarece Leo Kruger a câștigat meciul fatal cu patru partide. Ambrose i-a costat titlul FCW 15 atacândul pe Damien Sandow în timpul meciului său pentru titlu cu Rollins, provocând o descalificare în căderea decisivă. Ambrose a încercat apoi săi ia centura lui Sandow dar fără succes, înainte ca Leakee săi învingă atât pe Ambrose, cât și pe Rollins, într-un triple threat match pentru a determina candidatul 1 la titlu.

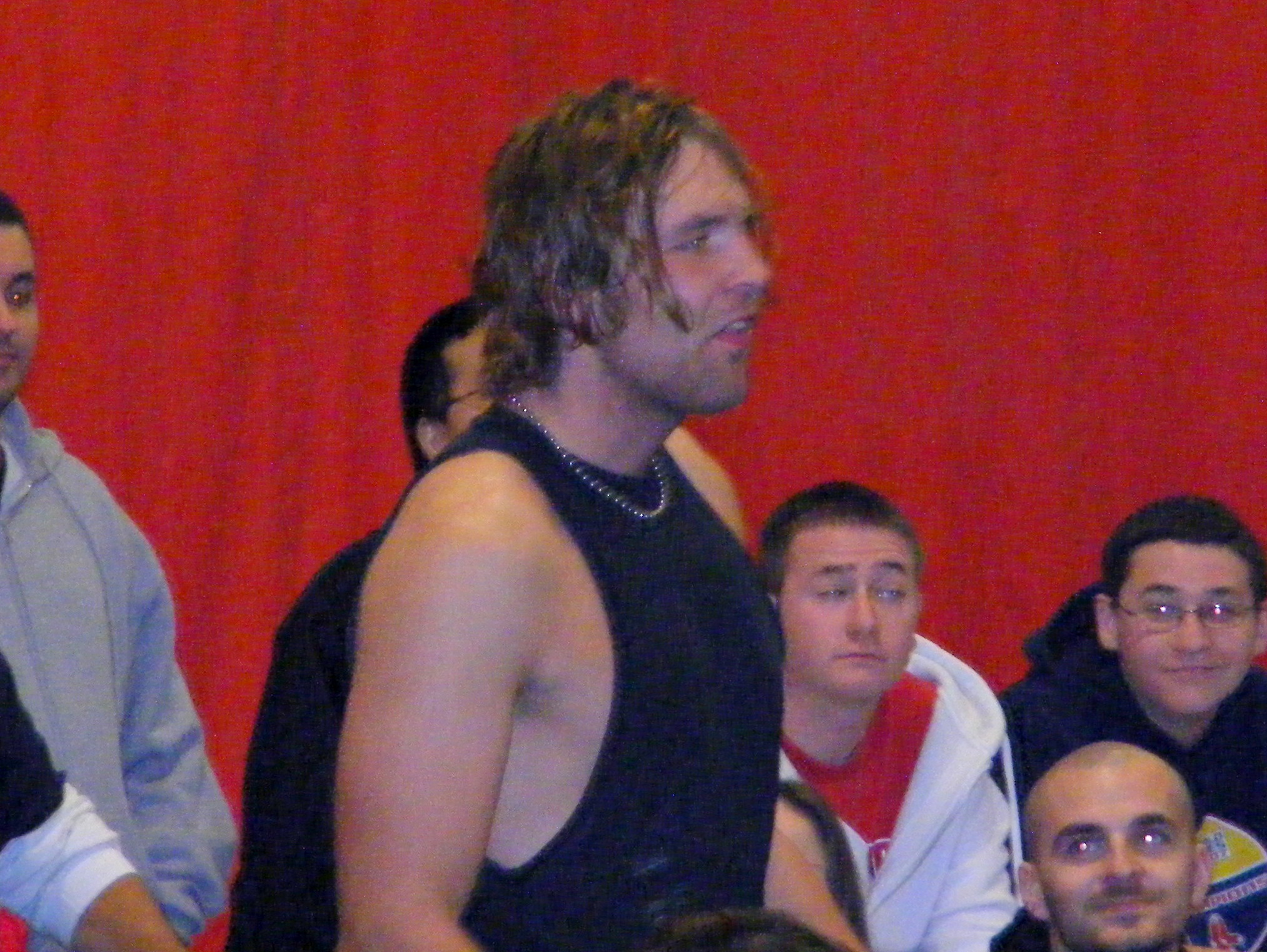
Jon Moxley 2009

La un house show al FCW, pe 21 octombrie, Ambrose l-a provocat pe CM Punk, care a făcut o apariție oaspete, într-un meci în care Ambrose a fost învins într-un meci de 30 de minute. Ambrose l-a atacat pe la spate pe wrestlerul WWE și comentatorul FCW, William Regal, stabilind un meci între cei doi la episodul de la FCW din 6 noiembrie, în care Regal la numărat pe Ambrose pentru a câștiga meciul. După înfrângerea cu Regal, Ambrose a devenit obsedat de dorința de a obține o revanșă cu Regal. Ambrose a început să apară la show-urile WWE în decembrie 2011. La WrestleMania XXVIII Axxess în aprilie 2012, Ambrose a avut o confruntare cu veteran luptător hardcore Mick Foley, susținând că Foley trebuia să fie trași la răspundere pentru conducerea unei rătăciri de generație. Ambrose a continuat atacul verbal asupra lui Foley prin Twitter, iar WWE a reacționat prin "trimiterea lui Ambrose acasă" de la înregistrarea SmackDown. Ambrose la provocat pe veteranul nemesis Seth Rollins pentru centura FCW Florida Heavyweight Championship pe 24 iunie la FCW, dar Rollins la învins.

#### The Shield (2012–2014)
În noiembrie 2012, Ambrose și-a făcut debutul principal la evenimentul "Pay-per-view" Survivor Series, alături de Roman Reigns și Seth Rollins, aplicândui un triple powerbomb lui Ryback în timpul evenimentului principal de amenințare triplă pentru centura WWE, permițândui lui CM Punk să-l numere pe John Cena și să-și păstreze titlul. Trio-ul sa declarat "The Shield" și a promis să se muleze împotriva "nedreptății", în timp ce aceștia refuzau să lucreze pentru Punk, chiar dacă The Shield urma să iasă din mulțime pentru a ataca adversarii lui Punk, inclusiv Ryback și campioni Tag Team Team Hell No (Bryan și Kane). Acest lucru a condus la un meci în șase la TLC pe 16 decembrie, în care Ambrose, Rollins și Reigns au învins Team Hell No și Ryback în debutul lor. Scutul a continuat să-l ajute Punk după TLC, atât la Raw, cât și la Royal Rumble în ianuarie 2013. În noaptea de după Royal Rumble a fost dezvăluit prin intermediul unui filmuleț că Punk și managerul său, Paul Heyman, plăteau pe The Shield și Brad Maddox pentru a lucra pentru ei de-a lungul timpului. Shield-ul și-a încheiat apoi asocierea cu Punk, în timp ce a-u început un feud cu John Cena, Ryback și Sheamus ceea ce a condus la un meci în șase pe 17 februarie la Elimination Chamber, pe care Shield la câștigat. Scutul avea primul meci la Raw în noaptea următoare, unde i-au învins pe Chris Jericho, Ryback și Sheamus. Ei au continuat să se lupte cu Sheamus, care a format o alianță cu Randy Orton și Big Show pentru a face față scutului la WrestleMania 29 pe 7 aprilie, unde Shield a învins trioul în primul lor meci WrestleMania. Următoarea noapte la Raw, The Shield a-i încercat să-l atace pe The Undertaker, dar a-u fost opriți de Team Hell No. Aceasta a stabilit un meci pe echipe de 6 la de Raw din 22 aprilie, în care Shield a câștigat. Patru zile mai târziu la SmackDown, Ambrose a făcut debutul său single împotriva lui The Undertaker și a pierdut prin supunere, dar imediat după The Shield la atacat pe Undertaker și i-a efectuat o triple-powerbomb pe masa comentatorilor. La episodul de Raw din 29 aprilie, The Shield a învins Team Hell No și campionul WWE John Cena într-un meci pe echipe. Mai târziu, în acea săptămână, Ambrose a câștigat primul meci single învingândul pe Kane la SmackDown.

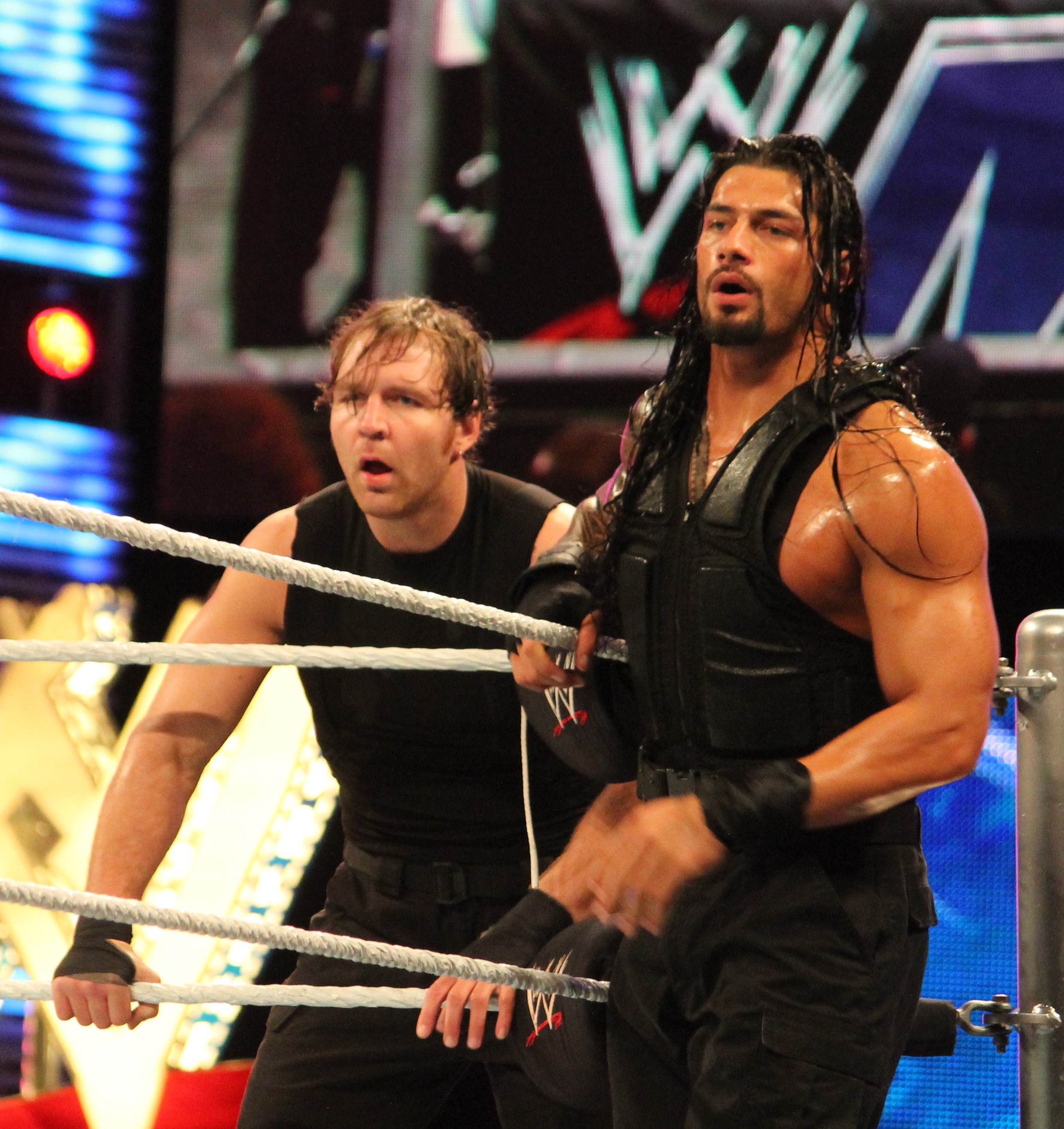
Ambrose și Reigns in Aprilie 2014

În timp ce Shield a continuat să se lupte cu Team Hell No, Ambrose a intrat simultan într-o rivalitate cu campionul Statelor Unite Kofi Kingston, după o victorie într-un meci pe echipe six-man tag team matches care la determinat pe Kingston să-l atace pe Ambrose la SmackDown după o victorie asupra lui Daniel Bryan. La episodul de Raw din 13 mai, seria neînvinsă a lui Shield în meciurile six-man tag team matches televizate sa încheiat într-o înfrângere prin descalificare într-un meci împotriva lui Cena, Kane și Bryan, atunci când Ambrose a fost descalificat, iar Reigns și Rollins l-au atacat pe Cena. Pe 19 mai la Extreme Rules, Ambrose la învins pe Kingston câștigând centura Statelor Unite, primul său titlu single în WWE. Ambrose și-a făcut prima apărare a titlului televizat în următorul episod din SmackDown, păstrând titlul prin descalificare, după ce restul din The Shield a intervenit, și a reținut din nou împotriva lui Kingston la Raw săptămâna următoare. La episodul de la SmackDown din 14 iunie, recordul scutului în meciurile six-man tag team matches televizate sa încheiat în mâinile lui Team Hell No și Randy Orton, atunci când Daniel Bryan la făcut să cedeze pe Rollins Pe 16 iunie, Ambrose la învins pe Kane prin numărătoarea înafara ringului pentru a păstra centura Statelor Unite iar a apărat cu succes centura împotriva lui Kane în următoarea noapte la Raw, când a câștigat prin descalificare. Pe 14 iulie, la Money in the Bank, Ambrose a participat în World Heavyweight Championship Money in the Bank ladder match,, dar nu a reușit să câștige meciul, în ciuda interferențelor lui Reigns și Rollins.
În timpul kickoff-ului de la SummerSlam, Ambrose a reținut centura Statelor Unite prin descalificare împotriva lui Rob Van Dam. În august, Shield a început să lucreze pentru Triple H și The Authority, în timp ce Ambrose a început o dispută cu Dolph Ziggler, împotriva căruia a apărat cu succes titlul la Night of Champions și SmackDown și Main Event în septembrie și octombrie. Pe 27 octombrie, la Hell in a Cell, Ambrose a pierdut cu Big E Langston prin numărătoare înafara ringului, dar a păstrat titlul. Tensiunea a început să se schimbe între The Shield în octombrie, mai ales între Ambrose și Reigns, în timp ce Ambrose era singurul membru rămas cu un titlu. La Survivor Series, pe 24 noiembrie, The Shield a participat în meciul tradițional de la Survivor Series, iar Ambrose a fost primul om eliminat, în timp ce Reigns a câștigat meciul ca singurul supraviețuitor. La TLC: Tables, Ladders & Chairs, CM Punk a învins Shield într-un meci handicap după ce Ambrose a primit o suliță accidentală de la Reigns destinată lui Punk. La Royal Rumble, pe 26 ianuarie 2014, The Shield a participat în meciul Royal Rumble, iar Ambrose a eliminat trei luptători și a încercat să-l elimine pe Reigns, care s-a răzbunat eliminândui pe Ambrose și Rollins. În februarie 2014, Ambrose a reținut centura împotriva lui Mark Henry cu o înfrângere prin descalificare. O revanșă în martie a conclus cu victorie pentru Ambrose. Shield va pierde cu Familia Wyatt la Elimination Chamber pe 23 februarie, cu Ambrose absent la finalul meciului.
În ciuda tensiunilor mai mari, The Shield sa împăcat în martie și a început un feud cu Kane, transformându-se în personajele favorite ale fanilor terminând cu înfrângerea lui Kane și The New Age Outlaws la WrestleMania XXX pe 6 aprilie. Shield a mers apoi după Triple H, care a reformat Evolution cu Batista și Randy Orton pentru a prelua The Shield. Pe 28 aprilie, Ambrose l-a depășit pe Montel Vontavious Porter ca cel mai lung campion al Statelor Unite. La SmackDown pe 2 mai, Ambrose a reținut titlul într-un meci fatal four-way împotriva lui Alberto Del Rio, Curtis Axel și Ryback. Revenind la rivalitatea lor cu Evolution, The Shield a câștigat un meci six-man tag team match la Extreme Rules, pe 4 mai. Următoarea noapte la Raw, Triple H l-a forțat pe Ambrose să-și apere centura într-o bătălie regală de 20 de oameni, iar Rollins și Reigns nu au făcut parte din meci, atunci Ambrose supraviețuind până în ultimi doi oameni, dar în cele din urmă a pierdut cu Sheamus titlul Statelor Unite după 351 de zile. După ce Ambrose nu a reușit să-și recâștige centura într-un meci single la SmackDown împotriva lui Sheamus, The Shield a învins încă o dată Evolution la Payback pe 1 iunie, determinând-ul pe Triple H să inițieze Planul B. Acest lucru a implicat trădarea lui Rollins pe Ambrose și Reigns, ulterior alianța cu Triple H.

#### Rivalitatea cu Rollins și câștigarea centurii Intercontinental (2014–2016)
Ambrose și Reigns s-au despărțit în liniște ca echipă, iar Ambrose debutează cu o nouă îmbrăcăminte inelară și muzică nouă. După ce a fost adăugat la cererea lui Rollins la meciul Money in the Bank Ladbrokes, Ambrose a pierdut meciul când Kane la atacat și la ajutat pe Rollins să câștige. Ambrose a fost programat să se confrunte cu Rollins la Battleground pe 20 iulie, dar a fost eliminat din arenă de Triple H pentru că a luptat cu Rollins în spatele scenei, iar Rollins a anunțat ulterior că și-a câștigat meciul, determinându-l pe Ambrose să se întoarcă în arenă și să-l atace pe Rollins. Ambrose și Rollins s-au luptat în cele din urmă la SummerSlam pe 17 august într-un meci lumberjack, pe care Ambrose la pierdut cu ajutorul lui Kane. Ambrose l-a atacat pe Rollins în noaptea următoare la Raw, făcându-i să se confrunte într-un meci meci Falls Count Anywhere, pe care Rollins la câștigat prin knockout când Ambrose a fost atacat de Kane. Ambrose a fost dat afară din arenă, iar povestea a fost pusă la dispoziție pentru a explica absența lui Ambrose de la televizor în timp ce filma Lockdown. Ambrose a revenit la Night of Champions pe 21 septembrie atacandu-l pe Rollins. În următoarele săptămâni, Ambrose îl ataca pe Rollins, duo-ul sa confruntat într-un meci Hell in a Cell la evenimentul "Hell in a Cell" pe 26 octombrie. Ambrose a pierdut atunci când Bray Wyatt se întorcea și îl ataca pe Ambrose.

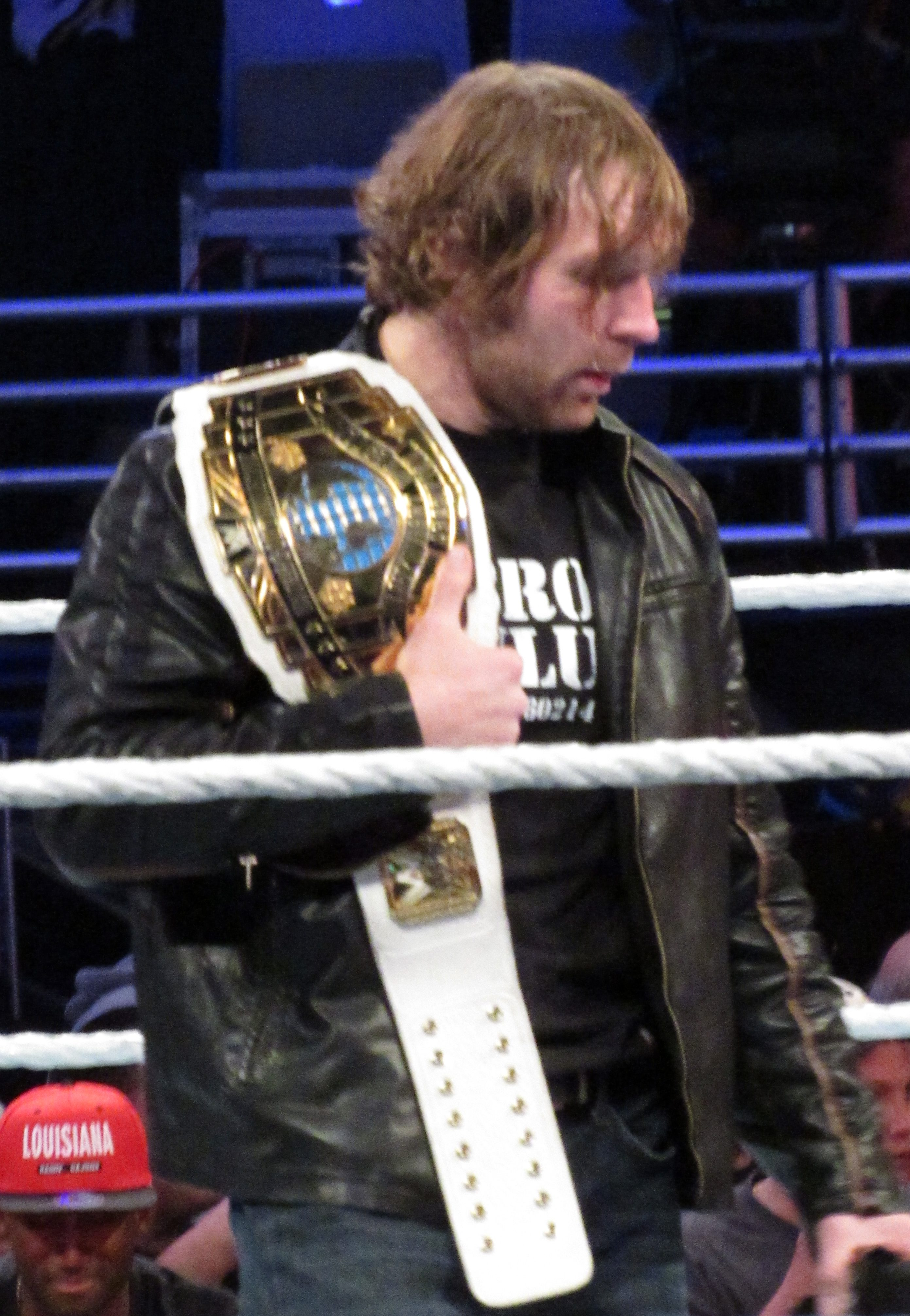
Intercontinental Champion Dean Ambrose

Următoarele săptămâni Ambrose și Wyatt a-u continuat atacandu-se reciproc atât în spatele scenei, cât și în segmentele din spate, conducând la un meci la Survivor Series pe 23 noiembrie. Ambrose a pierdut meciul prin descalificare după ce a folosit scaune de oțel, inclusiv o masă. Acest lucru a condus la un meci Tables, Ladders and Chairs între cei doi la TLC pe 14 decembrie, după ce un monitor de televiziune a explodat în fața lui Ambrose, permițând lui Wyatt să câștige meciul. Feudul sa încheiat când Wyatt l-a bătut pe Ambrose în primul meci de ambulanță, care a avut loc în episodul Raw din 5 ianuarie 2015.
La episodul de Raw din 19 ianuarie, Ambrose a învins campionul Intercontinental Bad News Barrett într-un meci unde titlul nu era pe masă. La Royal Rumble pe 25 ianuarie, Ambrose a participat la meciul Royal Rumble, dar a fost eliminat de Big Show și Kane. În următoarele săptămâni, Ambrose a cerut un meci pentru titlul lui Barrett pe care Barrett la refuzat, ceea ce a dus la atacarea lui Ambrose, legându-și mâinile în jurul ringului și forțându-l să semneze un contract pentru un meci pentru titlu la Fastlane pe 22 februarie, în cazul în care Ambrose a pierdut meciul ulterior prin descalificare, dar a furat centura după aceea. La WrestleMania 31 pe 29 martie, Ambrose a participat la meciul seven-man ladder match, dar a pierdut după ce Luke Harper l-a executat cu un powerbomb printr-o scară. După mai multe atacuri dintre cei doi, Ambrose la învins pe Harper la Extreme Rules pe 26 aprilie, prima sa victorie single la un eveniment pay-per-view de când sa despărțit de The Shield.
Ambrose a revenit în feudul pentru WWE World Champion cu Seth Rollins, învingându-l la episodul de pe 4 mai de Raw, și după cum a fost pre-stipulat de Kane a fost adăugat la meciul pentru titlu la Payback (un meci fatal four-way, inclusiv Randy Orton și Roman Reigns) pe 17 mai. Cu toate acestea, el nu a reușit să câștige titlul. La Elimination Chamber din 31 mai, Ambrose la învins pe Rollins prin descalificare într-un meci pentru titlu, dar nu a reușit să câștige titlul. În ciuda pierderii, Ambrose a luat centura cu el și l-a contestat pe Rollins într-un meci cu scări la Money în the Bank pe 14 iunie, pe care el a pierdut. După bani în bancă, Ambrose a continuat să colaboreze cu Reigns și la ajutat în cele din urmă în lupta cu Bray Wyatt după ce Luke Harper sa reunit cu Wyatt, care a culminat cu un meci pe echipe la SummerSlam pe 23 august, când Ambrose și Reigns i-au învins pe Wyatt și Harper. Următoarea noapte la Raw, Ambrose și Reigns au luptat cu Wyatt și Harper într-o revanșă de la SummerSlam, în care Braun Strowman și-a făcut debutul în WWE, alăturându-se familiei Wyatt și ajutându-i pe Harper și Wyatt să-i atace pe Ambrose și Reigns. La Night of Champions, pe 20 septembrie, Ambrose, Reigns și Chris Jericho, care a revenit, au fost învinși de Wyatt, Harper și Strowman într-un meci six-man. După accidentarea lui Rollins, care l-a forțat să elibereze centura mondial al WWE în noiembrie 2015, Ambrose a intrat într-un turneu de 16 persoane pentru a determina un nou campion. După ce i-a învins pe Tyler Breeze, Dolph Ziggler și Kevin Owens, Ambrose a ajuns în finală la Survivor Series pe 22 noiembrie, dar a pierdut cu Reigns.
În decembrie, Ambrose a inceput un feud cu Kevin Owens după ce Ambrose a devenit noul candidat numarul unu la centura Intercontinental, care îl avea Owens. Ambrose a câștigat centura Intercontinental pentru prima dată după ce la învins pe Owens la TLC pe 13 decembrie. La episodul de SmackDown din 22 decembrie, Ambrose la învins pe Owens și pe Ziggler într-un meci triple threat match pentru a-și păstra titlul. La SmackDown din 7 ianuarie 2016, Ambrose și Owens s-au confruntat din nou, deși rezultatul a fost un dublu countout. Acest lucru a condus la o ultimă luptă între cei doi la Royal Rumble, pe 24 ianuarie, în care Ambrose a reținut centura Intercontinental, fiind în același timp și ultimul om eliminat din meciul Royal Rumble pentru centura WWE World Heavyweight. Următoarea noapte la Raw, Ambrose a fost anunțat ca parte a unui meci de amenințare triplă împotriva lui Reigns și Brock Lesnar la Fastlane pe 21 februarie, câștigătorul luptând cu Triple H pentru centura WWE World Heavyweight Championship în main eventul principal la WrestleMania 32. La episodul de pe 15 februarie la Raw, Ambrose a fost forțat să apere centura Intercontinental într-un meci fatal five-way match și a pierdut centura când Kevin Owens l-a numărat pe Tyler Breeze.
După ce a pierdut meciul la Fastlane câștigat de Reigns, Ambrose a fost atacat de Lesnar la sosirea în arenă. Acest lucru a dat naștere unei confruntări la Raw, unde Ambrose s-a întors conducând o ambulanță doar pentru a fi atacat din nou, iar apoi Ambrose l-a provocat pe Lesnar la un meci No Holds Barred street fight la WrestleMania 32, acceptat de Paul Heyman în numele lui Lesnar. Pe 29 februarie la Raw, Ambrose l-a întrerupt pe Triple H provocându-l la un meci pentru titlul WWE World Heavyweight la Roadblock. Pe 12 martie la Roadblock, Ambrose a fost învins. Ambrose și-a continuat apoi feudul cu Lesnar, realizând diferite promo-uri. Ambrose a terminat să piardă meciul dintre cei doi la WrestleMania 32 pe 3 aprilie.
În aprilie, Ambrose a început o rivalitate cu Chris Jericho după ce Shane McMahon a anulat The Highlight Reel și l-a înlocuit cu The Ambrose Asylum. Acest lucru a condus la un meci la Payback pe 1 mai, cu Ambrose învingându-l pe Jericho. Apoi Ambrose l-a provocat pe Jericho la un Asylum match pe 22 mai la Extreme Rules, meci câștigat de Ambrose după un Dirty Deeds.

#### WWE World Champion (2016–2017)

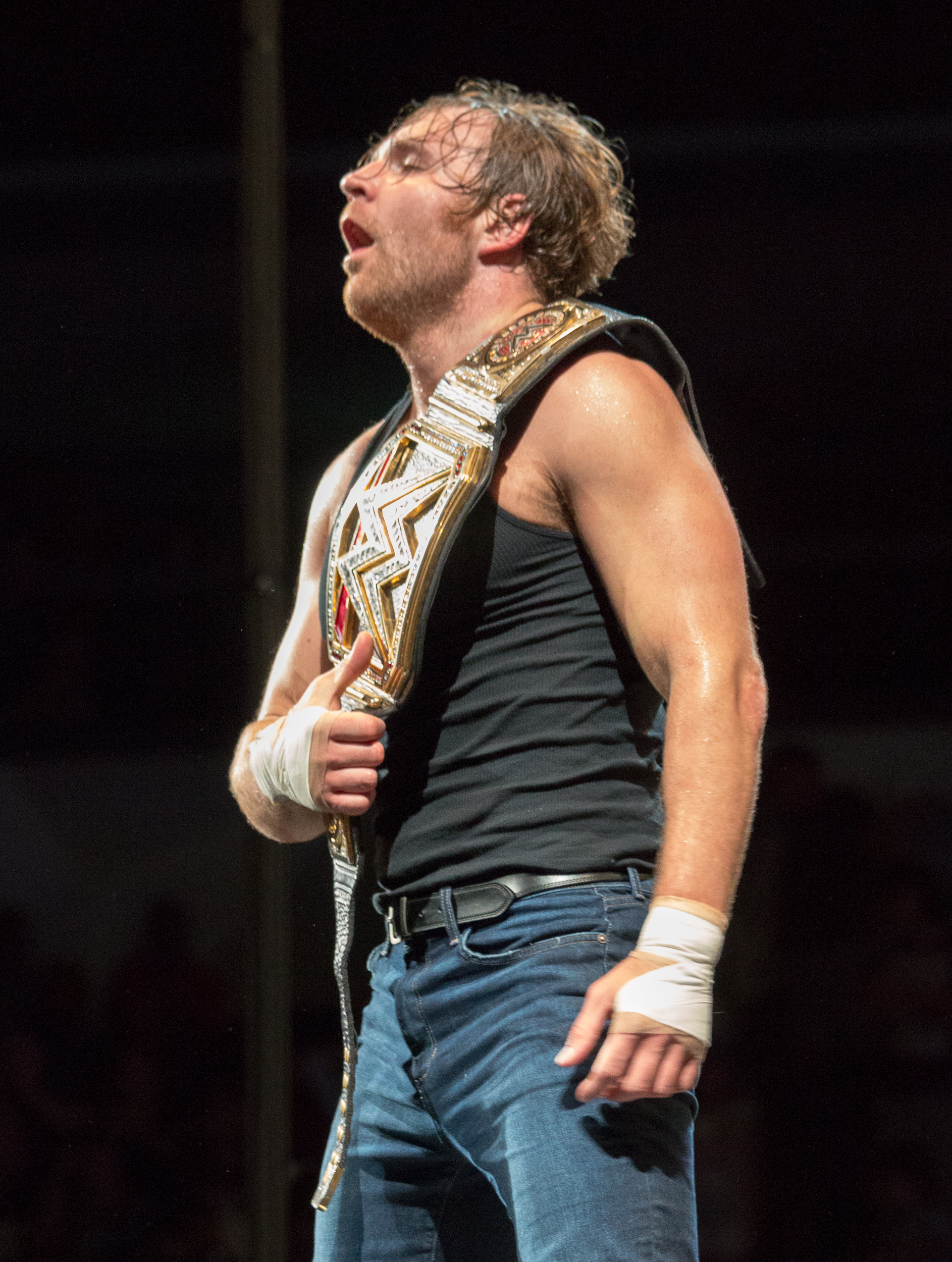
Ambrose ca WWE World Heavyweight Champion în iulie 2016

La Raw din 23 mai, Ambrose la învins pe Dolph Ziggler pentru a se califica pentru meciul Money in the Bank Ladder pe 19 iunie, pe care la câștigat. Mai târziu, în acea noapte, și-ar fi încasat servieta și l-a învins pe Rollins (care, la rândul său, la învins pe Reigns pentru titlul mondial), câștigând pentru prima dată centura WWE World Heavyweight. Dupa ce meciul pentru candidatul numărul unu intre Rollins si Reigns sa incheiat cu dubla numarare noaptea următoare la Raw, la cererea lui Ambrose, Shane McMahon a anuntat un triple threat match pentru titlu, acum revenit la numele WWE Championship, intr-e Ambrose, Reignes și Rollins la Battleground. În iulie, Ambrose a apărat cu succes titlul în două meciuri single împotriva lui Rollins la Raw și SmackDown înainte de Battleground. Pe 19 iulie, la WWE Draft din 2016, Ambrose a fost transferat la SmackDown, luând cu el centura WWE. La Battleground, pe 24 iulie, Ambrose și-a reținut cu succes titlul împotriva lui Rollins și Reigns. Ambrose a apărat apoi cu succes renumitul WWE Championship, care acum era exclusiv pentru SmackDown, împotriva lui Dolph Ziggler la SummerSlam pe 21 august. Următoarea apărare a titlului a fost la Backlash pe 11 septembrie, unde a pierdut titlul împotriva lui AJ Styles după ce Styles i-a aplicat lui Ambrose o lovitură joasă în timp ce arbitrul nu era atent înainte de-ai executa un Styles Clash.
Pe 20 septembrie la SmackDown, Ambrose i-a oferit lui Cena prima înfrângere limpede în șapte ani de show-uri televizate, dar nu a reușit să recăștige centura pe 9 octombrie la No Mercy într-un meci în trei cu Cena și Styles, câștigând Styles. Pe 1 noiembrie la SmackDown, l-a învins pe Styles într-un meci unde titlul nu era pus în joc devenind candidatul numărul unu la titlu întâlnindu-l pe Styles la TLC pe 4 decembrie. Pe 20 noiembrie, Ambrose a colaborat cu Styles ca parte a Team SmackDown la Survivor Series, alături de Bray Wyatt, Randy Orton și Shane McMahon într-un efort câștigător. In acest timp, Ambrose a lucrat impreuna cu James Ellsworth, ajutandu-l pe Ellsworth sa obtina doua victorii single asupra lui Styles inainte de al invinge Styles din nou la SmackDown pe 22 noiembrie intr-un meci cu scări pentru un contract SmackDown pentru Ellsworth. Cu toate acestea, Ambrose nu a reușit să-l învingă pe Styles după ce Ellsworth părea să-l ajute, l-a împins de pe o scară peste mai multe mese și i-a permis lui Styles să-și păstreze titlul. Acesta l-a determinat pe Ambrose să-l lovească pe Ellsworth cu un Dirty Deeds în episodul de la SmackDown Live din 6 decembrie, dar totuși mai târziu, în acea noapte, Ellsworth ar încerca să facă pace cu Ambrose în timpul meciului său pentru centura Intercontinental.
Ambrose nu va reuși să devină încă o dată pretendentul numărul unu pentru centura WWE într-un fatal four-way elimination match în care a-u mai fost implicați Dolph Ziggler, Luke Harper și The Miz, care ar interveni mai târziu să-l coste meciul. Feudul lui Ambrose cu campionul Intercontinental Miz sa incalzit pe 20 decembrie, dupa ce Renee Young l-a intervievat pe The Miz dupa ce a apărat cu succes titlul impotriva lui Apollo Crews si ia intrebat pe Miz despre "obsesia" lui cu Ambrose, la care Miz a răspuns cu sarcasm dezvăluind relația reală a lui Ambrose și Young, provocând-o să-l plesnească pe Miz. După ce Ambrose l-a atacat The Miz în timpul interviului său cu Young, cu intenția de al provoca pe Miz pentru centura Intercontinental, a câștigat titlul pentru a doua oară la episodul SmackDown Live din 3 ianuarie 2017.
La SmackDown Live pe 10 ianuarie, Ambrose și-a anunțat participarea la meciul Royal Rumble, pe 29 ianuarie, dar la eveniment a fost eliminat de Brock Lesnar după aproape 27 de minute. Ambrose a făcut apoi parte din meciul pentru WWE Championship la Elimination Chamber pe 12 februarie, unde l-a eliminat pe Baron Corbin cu un roll up, Corbin atacându-l după aceea, permițând lui Miz să-l elimine pe Ambrose. Ambrose l-a provocat pe Corbin în următoarele săptămâni, în timp ce Corbin l-a atacat în culise și și-a exprimat dorința de a lua centura Intercontinental de la Ambrose. Acest lucru a condus la un meci între cei doi la WrestleMania 33 la kickoff show-ul pe 2 aprilie, unde Ambrose a reținut cu succes titlul. La SmackDown Live din 4 aprilie, Corbin l-a învins pe Ambrose într-un rematch street fight, care ar fi fost ultimul meci al lui Ambrose în brand, fiind transferat la brandul Raw, ca rezultat al Superstar Shake-up.

#### Alianța cu Seth Rollins și accidentarea (2017–2018)
În mai, Ambrose și-a reluat rivalitatea cu The Miz, care a fost de asemenea transferat la brandul Raw împreună cu Maryse ca parte a Superstar Shake-Up, după ce Miz i-a învins pe Finn Bálor și Seth Rollins pentru a deveni candidatul numărul 1 la titlul lui Ambrose. După ce Ambrose a pierdut un meci pentru titlu prin descalificare după ce i-a aplicat o lovitură joasă pe The Miz, apoi avea să își apere titlul într-un rematch împotriva lui Miz la Extreme Rules pe 4 iunie, în care Ambrose ar putea pierde titlul dacă ar fi descalificat. Ambrose a pierdut în cele din urmă meciul pentru titlu, încheind astfel domnia sa la 152 de zile.

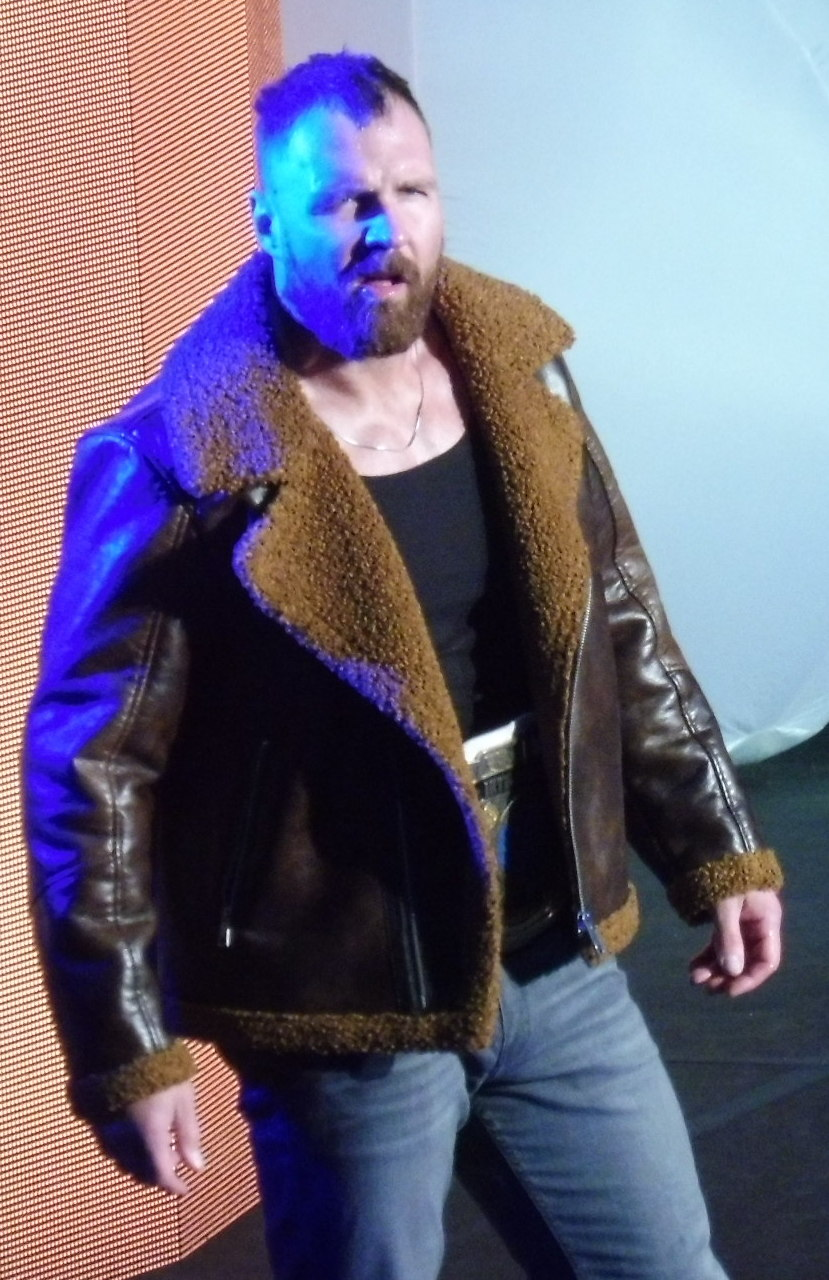
Dean Ambrose Decembrie 2018

Ambrose a continuat să se lupte cu Miz, conducând la un rematch pentru centura Intercontinental la Great Balls of Fire pe 9 iulie, unde a pierdut după o intervenție a lui Miztourage (Curtis Axel și Bo Dallas) Următoarea noapte la Raw, Ambrose la atacat pe Miz și pe Miztourage, iar Seth Rollins l-a salvat pe Ambrose, care, mai târziu, a scos la iveală neîncrederea față de Rollins doar pentru a-l salva după un atac al lui Miz Miztourage datorită feudul lui cu Miz. După ce nu a câștigat încrederea lui Ambrose, Rollins ia oferit lui Ambrose să-l atace cu un scaun de oțel ca retribuție pentru trădarea lui Rollins, dar Ambrose a refuzat, iar cei doi au fost apoi aduși în ambuscadă de Miz și Miztourage, ceea ce l-a condus pe Raw General Manager Kurt Angle să programeze un meci handicap pentru următoarea săptămână, in care Ambrose la numărat pe Miz pentru a-si incheia feudul. În următoarele săptămâni, Ambrose și Rollins au început un feud cu Campionii Cesaro și Sheamus iar, în cele din urmă, obțin un meci pentru titlu la SummerSlam, dar cei doi s-au păstrat neîncrezători. Acest lucru a condus ca cei doi să se certe în ring pe 14 august la Raw, dar în timp ce a-u început să se bată a-u apărut Cesaro și Sheamus pentru ai ataca iar cei doi s-au unit pentru ai bate pentru a termina show-ul lovindu-și pumni cum făcea în mod caracteristic gruparea The Shield. La SummerSlam, pe 20 august, Ambrose și Rollins i-au învins pe Cesaro și pe Sheamus pentru a câștiga titlurile Raw Tag Team Championship, devenind Ambrose atât campion Triple Crown cât și Grand Slam. După săptămâni de dispută cu The Miztourage și Cesaro și Sheamus (împotriva cărora au apărat cu succes titlurile pe 24 septembrie la No Mercy și la episodul Raw din 16 octombrie), ambii rivali ai lui Ambrose și Rollins ca și fostul coechipier de la Shield, Roman Reigns, s-au reunit oficial cu Reigns la episodul Raw din 9 octombrie, reformând The Shield. Shield urma să se confrunte cu echipa lui Braun Strowman, Cesaro, Kane, The Miz și Sheamus la 22 octombrie la TLC: mese, scări și scaune într-un handicap 5 vs 3, dar Kurt Angle a luat locul lui Reigns după o boală a acestuia. Ambrose, Rollins și Angle au câștigat meciul.
Ambrose și Rollins trebuiau să se confrunte cu campioni SmackDown Tag Team Champions The Usos la Survivor Series, dar au pierdut titlurile în fața lui Cesaro și Sheamus după intervenția celor de la The New Day la episodul de Raw din 6 noiembrie Raw, încheindu-și astfel domnia la 78 de zile. Asta a dus la un meci între The Shield și The New Day la Survivor Series pe 19 noiembrie pe care The Shield la câștigat. În episodul de Raw din 4 decembrie, Ambrose și Rollins au primit revanșa pentru titluri împotriva lui Cesaro și Sheamus, câștigând inițial prin descalificare dar managerul general, Kurt Angle, a repornit facândul unul fără descalificare; Ambrose ar fi pierdut meciul după intervenția lui Samoa Joe, în ciuda faptului că Reigns l-a alungat pe Joe. În decembrie 2017, Ambrose a suferit o accidentare la triceps, declarând că va sta departe de ring timp de nouă luni.

#### Revenirea după accidentare (2018)
La episodul de Raw din 13 august 2018, Ambrose a revenit cu un aspect nou, sporind o barbă, păr mai scurt și un corp fizic mult mai musculos, ajutându-l pe Rollins într-o luptă cu Dolph Ziggler și Drew McIntyre. A fost anunțat că Ambrose va fi în colțul lui Rollins la meciul pentru centura Intercontinental împotriva lui Ziggler la SummerSlam. Intoarcerea sa a coincis cu debutul sotiei sale reale, Renee Young, ca comentatoare Raw. La SummerSlam, Ambrose l-a împiedicat pe McIntyre să intervină în luptă, ceea ce ia permis lui Rollins să recupereze cu succes titlul. Următoarea noapte l-a Raw, Ambrose a avut prima sa luptă de la întoarcere, învingându-l pe Ziggler. Mai târziu în acea noapte, Ambrose și Rollins (purtând vestimenta The Shield) l-au ajutat pe Reigns, care a apărat cu succes centura Universal WWE împotriva lui Finn Bálor și a fost mai târziu atacat de Braun Strowman când acesta din urmă a încercat să-și încaseze contractul Money in the Bank, aplicându-i lui Strowman un triple powerbomb prin masa comentatorilor. La Hell in a Cell, Ambrose & Rollins s-au confruntat cu McIntyre & Ziggler într-o luptă pentru WWE RAW Tag Team championships, pe care nu au reușit să le câștige. La episodul de Raw din 24 septembrie, The Shield a luptat în prima sa luptă ca echipă din decembrie 2017, învingându-l pe managerul general interimar Baron Corbin și pe The Authors of Pain. Pe 6 octombrie la evenimentul Super Shake-Down, din Melbourne, Australia, The Shield i-a învins pe Ziggler, McIntyre & Strowman, cunoscuți sub numele de "Câinii războiului" . Două nopți mai târziu la Raw, The Shield au fost învinși de către The Dogs of War într-o revanșă. După meci, animozitățile au izbucnit între Ambrose, Rollins și Reigns, ceea ce a culminat cu un Ambrose frustrat care a plecat de lângă coechipieri, lăsându-i confuzi în ring.
La episodul de Raw din 22 octombrie, după ce Reigns a renunțat la centura Universal WWE din cauza unei recidive a leucemiei, Ambrose & Rollins i-au învins pe Ziggler & McIntyre câștigând WWE RAW Tag Team Championship pentru a doua oară. Cu toate acestea, Ambrose la atacat imediat pe Rollins după meci, devenind heel pentru prima dată din martie 2014. Două săptămâni mai târziu, la Raw, Ambrose la atacat pe Rollins din nou, după ce Rollins a pierdut titlurile pe echipă într-un meci handicap 2 vs 1 împotriva lui The Authors of Pain. În următoarea săptămână la Raw, Ambrose și-a ars vesta cu The Shield și și-a explicat acțiunile spunând că grupul îl trase în jos. În următoarele săptămâni, Ambrose va continua să-l provoace pe Rollins, hărțuindu-l, vaccinându-se împotriva a ceea ce el percepea drept "boala" lui Rollins. Pe 24 noiembrie, în cadrul evenimentului live Starrcade, Ambrose s-a confruntat cu Rollins într-un meci Steel Cage pentru centura Intercontinental, dar a fost învins după ce Rollins a scăpat din cușcă. Cu toate acestea, la TLC: Tables, Ladders & Chairs, Ambrose l-a învins pe Rollins câștigând pentru a treia oară în carieră centura Intercontinental. Următoarea noapte la Raw, Ambrose a făcut un open challenge pentru centura Intercontinental oricărui superstar, învingându-l pe Tyler Breeze înainte de a fi atacat în mod surprinzător de către Rollins. La episodul de Raw din 31 decembrie, Ambrose a apărat cu succes centura Intercontinental împotriva lui Apollo Crews, după ce Apollo a câștigat un Battle Royal în aceeași noapte pentru a obține șansa pentru titlu.

#### Plecarea din WWE (2019)
La episodul de Raw din 7 ianuarie 2019, Ambrose s-a confruntat cu Rollins într-un meci Falls Count Anywhere pentru centura Intercontinental în cadrul evenimentului principal, unde a reținut cu succes titlul datorită unei intervenții din partea lui Bobby Lashley. După asta a fost programat un meci Triple Threat pentru centura Intercontinental între Ambrose, Rollins și Lashley săptămâna următoare la Raw, unde Ambrose a pierdut titlul câștigat de Lashley, terminându-și domnia de 29 de zile. 
Pe 27 ianuarie la Royal Rumble, Ambrose a intrat în meciul Royal Rumble ca numărul 14, eliminându-l pe Johnny Gargano înainte de-a fi eliminat de Aleister Black. Următoarea noapte la Raw, Ambrose l-a întrerupt pe Rollins (care câștigase meciul Royal Rumble noaptea precedentă) și Triple H, proclamând că Rollins nu l-au învins niciodată fără intervenție și l-a înjurat pe Triple H pentru ca acesta să programeze o luptă între cei doi, în care Ambrose a fost mai târziu învins. La câteva ore după încheierea Raw-ului, s-a raportat că Ambrose a informat oficialii WWE că nu-și va reînnoi contractul și va părăsi compania la scurt timp după WrestleMania 35. Ulterior, WWE a confirmat această veste. S-a raportat că WWE i-a oferit un contract nou, pe care el la respins din cauza frustrării îndelungate cu direcția creativă a personajului său și cu disprețul deosebit față de manevrabilitatea "rea" pe care i-o dăduse. La episodul de Raw din 4 februarie, Ambrose a pierdut cu EC3 în debutul din main roster a acestuia. În săptămâna următoare la Raw, Ambrose a susținut rolul lui Rollins în ceea ce privește următorul meci împotriva lui Brock Lesnar. Mai târziu în acea noapte, l-a învins pe EC3 într-o revanșă.
După săptămâni de evitare a unei eventuale întâlniri a The Shield, Ambrose s-a întâlnit cu Rollins și Reigns în episodul Raw din 4 martie, după ce amândoi l-au salvat pe Ambrose de un atac al lui Elias, Baron Corbin, Drew McIntyre și Bobby Lashley cu o săptămână mai devreme, schimbându-și personajul face. Pe 10 martie la Fastlane, The Shield i-au învins pe McIntyre, Lashley & Corbin într-un meci pe echipe. După aceea, Ambrose s-a văzut implicat în rivalitatea lui Reigns cu McIntyre, fiind învins de McIntyre într-un meci Falls Count Anywhere pe 11 martie la Raw și într-un meci Last Man Standing pe 25 martie.
În episodul de Raw din 8 aprilie, Ambrose a fost programat să se confrunte cu Lashley în ceea ce a fost catalogată ca ultima luptă a lui Ambrose în WWE. Cu toate acestea, lupta nu a fost niciodată începută, deoarece Lashley a insultat soția lui Ambrose, Renee Young, care a provocat o luptă între cei doi, care s-a încheiat cu Ambrose aruncat pe masa comentatorilor. După încheierea Raw-ului, Ambrose s-a alăturat lui Rollins și Reigns în ring, unde s-a adresat fanilor, mulțumindu-le pentru sprijinul lor, înainte de a sărbători împreună cu colegii lui din The Shield. Aceasta a fost ultima sa apariție în companie. Cu toate acestea, săptămâna următoare la Raw, Ambrose a mai făcut o apariție după încheierea transmisiei. Ultima său meci din contract a avut loc pe 21 aprilie la un eveniment special numit The Shield's Final Chapter, unde Ambrose, Reigns și Rollins s-au alăturat pentru un meci final în WWE și au învins echipa Corbin, Lashley și McIntyre. Acest eveniment a marcat oficial ultima apariție a lui Ambrose în WWE, deoarece patru zile mai târziu, pe 25 aprilie, profilul său de pe site-ul oficial WWE a fost mutat în secțiunea Alumni.

### All Elite Wrestling (2019–prezent)

#### Rivalitate cuKenny Omegași campion mondial AEW (2019–2021)
Pe 1 mai, Good — după ce a revenit la fostul său personaj și numele lui Jon Moxley — a postat un videoclip pe contul său de Twitter pentru a promova revenirea personajului, care l-a arătat ieșind dintr-o închisoare. Videoclipul a fost creat de luptătorul devenit regizor de film Nick Mondo. 

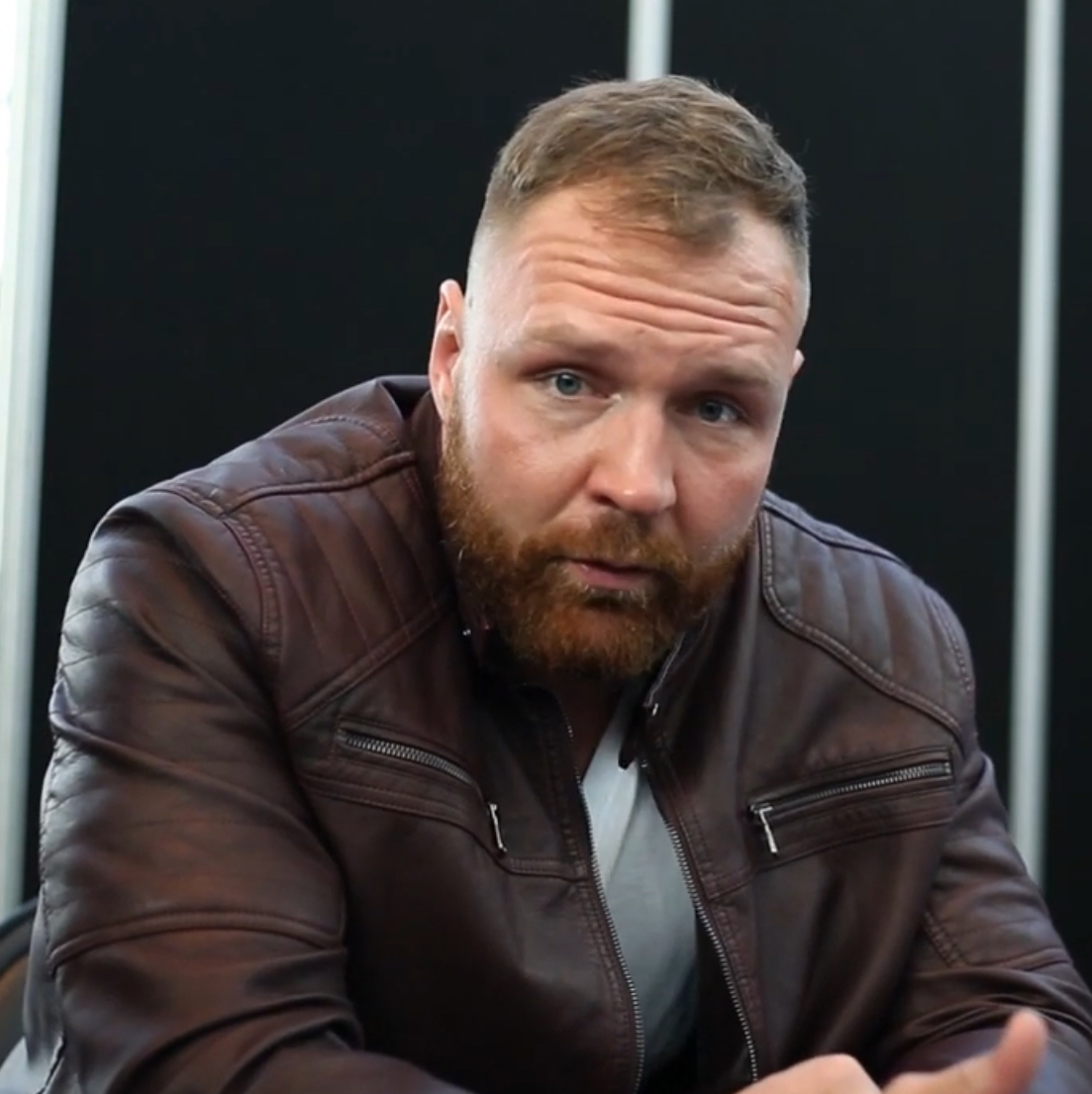
Jon Moxley în Octombrie 2019

Pe 25 mai, Moxley și-a făcut debutul neanunțat pentru All Elite Wrestling (AEW) în timpul show-ului Double or Nothing, evenimentul inaugural al AEW, atacându-i pe Chris Jericho, Kenny Omega și pe arbitru după meciul dintre Jericho și Omega, impunându-se astfel ca un personaj anti-erou. La scurt timp după, s-a anunțat că Moxley a semnat un contract pe mai mulți ani. Moxley a avut meciul de debut AEW la evenimentul Fyter Fest din iunie, unde l-a învins pe Joey Janela. După meci, Moxley a fost atacat de Omega ca răzbunare pentru atacul său anterior. Un meci dintre cei doi a fost programat pentru All Out pe 31 august. Cu toate acestea, cu o săptămână înainte de All Out, Moxley a fost forțat să se retragă după ce a fost diagnosticat cu o infecție cu stafilococ MRSA la cot și va fi supus unei intervenții chirurgicale pentru a-l îndepărta. AEW l-a dezvăluit ulterior pe Pac drept înlocuitorul lui Moxley, iar meciul a fost reprogramat pentru evenimentul Full Gear. Moxley și-a revenit pe 2 octombrie, în cadrul episodului de premieră din Dynamite, atacându-l pe Omega în timpul meciului. La evenimentul Full Gear din 9 noiembrie, Moxley l-a învins pe Omega într-un meci Lights Out neautorizat.
După Full Gear, Moxley și-a spus intențiile de a urmări  centura Mondială AEW. Chris Jericho, care a deținut centura, a încercat să-l mituiască pe Moxley să se alăture grupului său, The Inner Circle. În episodul din 8 ianuarie 2020 din Dynamite, Moxley a acceptat inițial propunerea și aparent s-a alăturat grupului, înainte de a dezvălui că este un truc și se întoarce împotriva lor câteva momente mai târziu. Moxley a fost înscris într-un turneu pentru a determina candidatul numărul unu pentru centură, învingându-i pe Sammy Guevara și Pac pentru a câștiga.
Moxley s-a confruntat cu Jericho pentru centura Mondială AEW la Revolution pe 29 februarie, unde a câștigat centura, devenind prima persoană care a deținut titluri în AEW și NJPW simultan. Moxley și-a apărat pentru prima dată centura în episodul din 15 aprilie din Dynamite, învingându-l pe Jake Hager într-un meci Empty Arena No Holds Barred. Moxley apoi și-a apărat cu succes titlul împotriva domnului Brodie Lee la Double or Nothing pe 23 mai, Brian Cage la Fight for the Fallen pe 15 iulie și Darby Allin în episodul din 5 august din Dynamite. Moxley apoi a trecut la o rivalitate cu MJF care a început o campanie în stil prezidențial împotriva lui Moxley și a spus că fanii merită un campion mai bun. Cei doi s-au confruntat la All Out pe 5 septembrie, unde Moxley a ieșit învingător.
Mai târziu în aceeași lună, Moxley a început o rivalitate foarte apreciată cu fostul său prieten Eddie Kingston, care era gelos pe succesul lui Moxley. El a apărat centura împotriva lui Kingston în episodul din 23 septembrie din Dynamite, pe care l-a câștigat făcându-l pe Kingston să leșine. După ce și-a păstrat centura împotriva lui Lance Archer în episodul din 14 octombrie din Dynamite, Moxley a fost atacat de Kingston, care a protestat că Moxley nu l-a făcut niciodată să se supună. La Full Gear pe 7 noiembrie, Moxley l-a învins pe Kingston într-un meci „I quit” pentru a păstra centura. După aceasta, Moxley și-a reaprins rivalitateae cu Kenny Omega. La Winter Is Coming, pe 2 decembrie, Moxley a pierdut centura în fața Omega, punând astfel capăt domniei sale record la 277 de zile și dându-i lui Moxley primul meci pierdut la singles în AEW. După o absență, Moxley a revenit la evenimentul Smash de Anul Nou pe 6 ianuarie 2021, dar a fost atacat de Omega și aliații săi, The Good Brothers (Karl Anderson și Doc Gallows). Moxley l-a provocat pe Omega pentru centura de la Revolution pe 7 martie, într-un Deathmatch Exploding Barbed Wire, dar a pierdut.

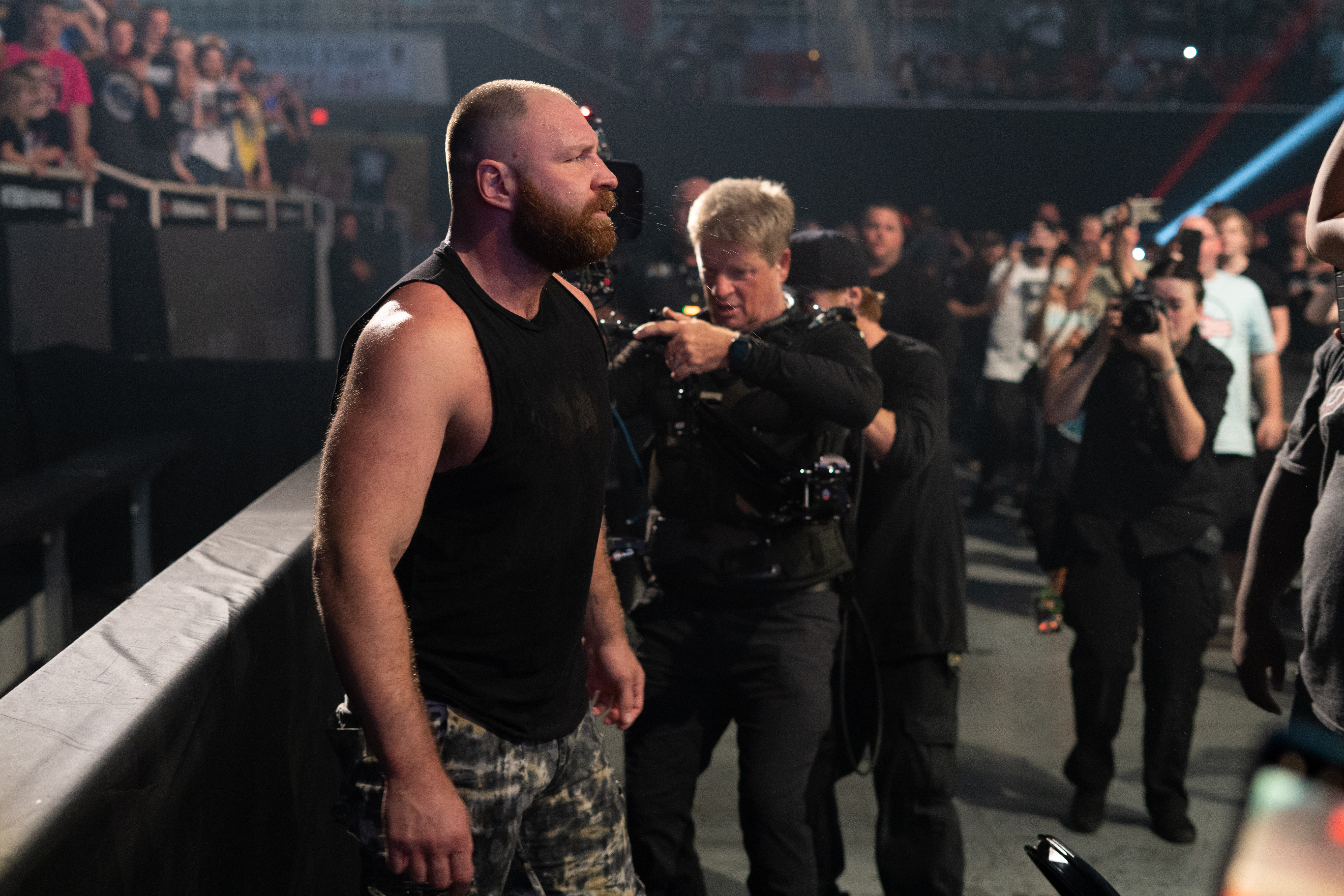
Jon Moxley în 2021

După ce a pierdut în fața Omega, Moxley a început o alianță cu fostul său rival Eddie Kingston, care a venit în ajutorul lui Moxley după meciul de la Revolution. În săptămânile următoare, Moxley și Kingston vor continua să se certe cu Omega și aliații săi, concentrându-se în special pe prietenii lui Omega, The Young Bucks (Matt Jackson și Nick Jackson). La evenimentul Double or Nothing din mai, Moxley și Kingston i-au provocat pe The Young Bucks pentru AEW World Tag Team Championship, dar au fost învinși.
Pe 5 septembrie la All Out, Moxley l-a învins pe Satoshi Kojima. În episodul din 6 octombrie Dynamite, Moxley a concurat într-un meci Casino Ladder pentru o oportunitate la Centura Mondială AEW, dar meciul a fost câștigat de Adam Page. Tot în acea lună, a fost introdus într-un turneu pentru a determina următorul challenger pentru AEW World Championship. Moxley l-a învins pe Preston „10” Vance pentru a avansa în semifinale, dar a fost retras din turneu după ce a fost dezvăluit că a intrat într-un program de reabilitare pentru alcoolism. Miro a fost ulterior dezvăluit ca înlocuitor al său.

#### Blackpool Combat Club (2022–2024)
După reabilitare, Moxley s-a întors în ianuarie 2022 cu un aspect mai sănătos și mai curat. El a început o poveste cu Bryan Danielson, care s-a oferit să facă echipă cu el, dar Moxley a declarat că ar lua în considerare să facă echipă cu Danielson doar dacă s-ar lupta între ei mai întâi. Moxley l-a învins pe Danielson la Revolution în martie, dar cei doi au început să se certe după meci; William Regal, odată mentor pentru ambii wrestleri, și-a făcut debutul surpriză pentru a întrerupe lupta și a-i forța să dea mâna. Cu Regal ca manager, ei au format o echipă care mai târziu va fi numită Blackpool Combat Club (BCC) în referire la începutul carierei lui Regal în orașul englez Blackpool. Grupul va începe o poveste cu Wheeler Yuta, care va urma să se alăture grupului. După ce a pierdut pentru prima dată în fața lui Danielson, Yuta a fost învins de Moxley într-un meci apreciat de critici din episodul din 8 aprilie din Rampage, câștigând respectul facțiunii și alăturându-se acestora. La Double or Nothing pe 29 mai, Moxley și Danielson au făcut echipă cu Eddie Kingston, Santana și Ortiz pentru a înfrunta Jericho Appreciation Society (Chris Jericho, Jake Hager, Daniel Garcia, Angelo Parker și Matt Menard) într-un meci Anarchy in the Arena, dar pierdut.
În episodul din Rampage din 3 iunie, campionul mondial AEW CM Punk a anunțat că nu își va putea apăra centura împotriva rivalului programat Hiroshi Tanahashi pe 26 iunie la AEW x NJPW: Forbidden Door din cauza unei accidentări. În episodul din 8 iunie din Dynamite, Moxley l-a învins pe Kyle O'Reilly, câștigătorul unui Casino Battle Royale în deschiderea emisiunii, pentru a câștiga șansa de a înfrunta pentru campionul interimar la eveniment. Pe 12 iunie, la evenimentul New Japan Pro-Wrestling's Dominion 6.12 din Osaka-jo Hall, Tanahashi l-a învins pe Hirooki Goto pentru a fi confirmat ca adversarul lui Moxley la Forbidden Door. La eveniment, Moxley l-a învins pe Tanahashi pentru a câștiga centura mondială interimară AEW. Tot în acea lună, debutantul Claudio Castagnoli s-a alăturat BCC ca cel mai nou membru al acestuia.

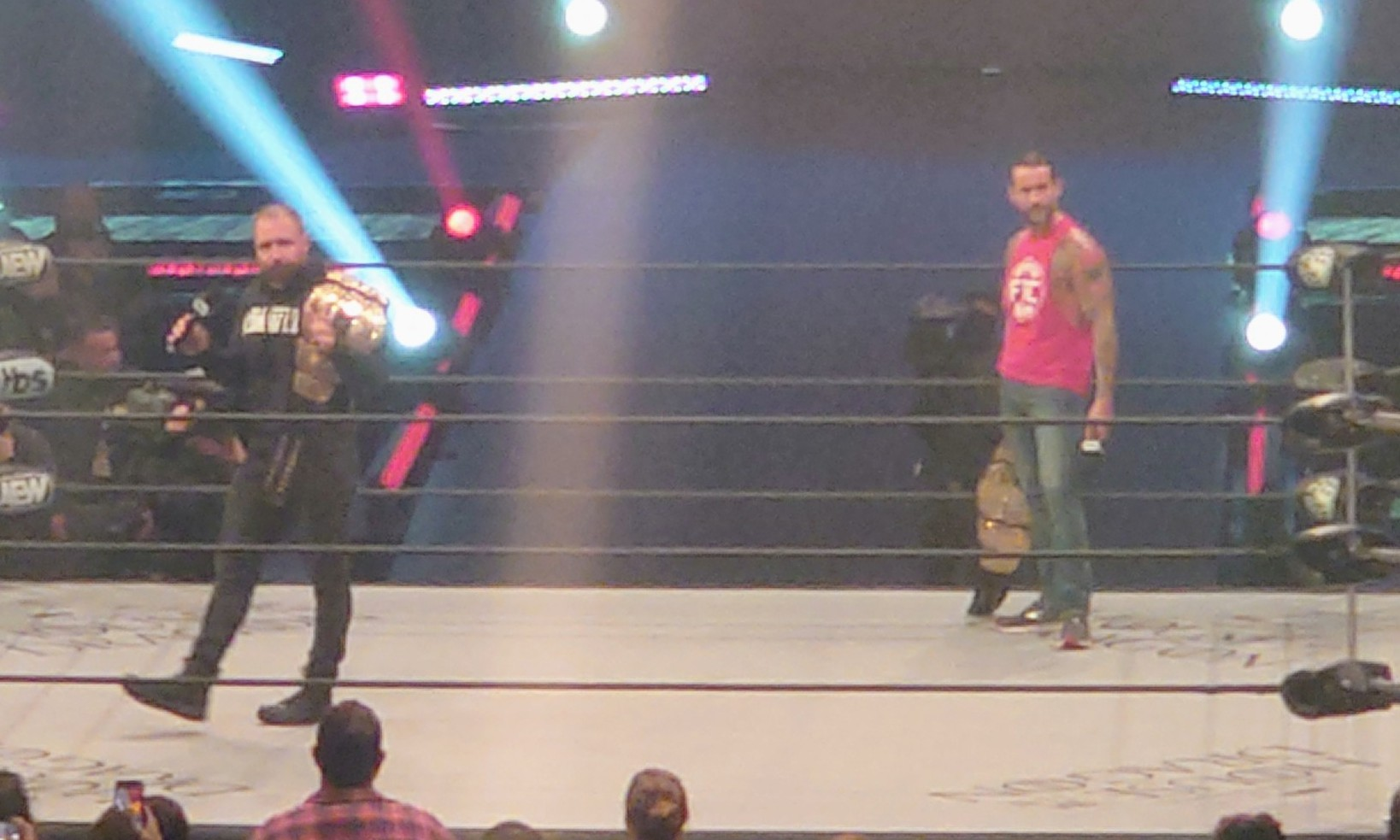
Jon Moxley(stânga) și CM Punk(dreapta) 17-8-2022

La episodul special Quake by the Lake din Dynamite din 10 august, campionul mondial AEW CM Punk s-a întors și s-a confruntat cu Moxley, intrând într-o dispută pentru titlu. La All Out a fost programat apoi un meci pentru determinarea campionului mondial AEW de necontestat, totuși, din cauza confruntărilor aprinse dintre cei doi, s-a anunțat că meciul va avea loc în schimb în episodul din 24 august din Dynamite, în care Moxley l-a învins rapid pe Punk. pentru a câștiga cel de-al doilea titlu Mondial AEW, care a stabilit recordul, devenind campionul mondial AEW de necontestat în acest proces. Săptămâna următoare la Dynamite, Moxley a pus o provocare deschisă pentru oricine să-l înfrunte la All Out, care a fost acceptată de Punk. La All Out pe 4 septembrie, Moxley a fost învins de Punk, pierzând centura și încheindu-și domnia la 11 zile.
La scurt timp după eveniment, Punk a fost suspendat de AEW după ce a intrat într-o altercație legitimă în culise cu Kenny Omega și The Young Bucks. Drept urmare, AEW World Championship a fost eliberat, iar Moxley a fost apoi introdus într-un turneu pentru a încorona un nou campion. La Grand Slam din 21 septembrie, Moxley l-a învins pe Bryan Danielson în finala turneului pentru a câștiga titlul vacant și a deveni primul campion mondial AEW de trei ori. Pe 7 octombrie, a fost anunțat printr-un comunicat de presă că Moxley a semnat o prelungire a contractului exclusiv de cinci ani cu AEW, care îl va vedea să preia roluri de mentorat și antrenor, precum și să continue să evolueze pentru promovarea ca luptător în ring. În episodul din 18 octombrie din Dynamite: Title Tuesday, Moxley a păstrat AEW World Championship împotriva lui Adam Page, într-un meci în care acesta din urmă a suferit o accidentare legitimă după ce a aterizat de pe o cordă de rufe, provocând o întrerupere a meciului. La Full Gear pe 19 noiembrie, Moxley a pierdut centura în fața MJF, după ce a fost trădat de Regal.
Moxley a început o rivalitate la sfârșitul lunii noiembrie cu Adam Page care a revenit, învingându-l în episodul din 11 ianuarie 2023 de la  Dynamite. Moxley l-a învins pe Page într-o revanșă în episodul din 1 februarie din Dynamite. Cei doi s-au confruntat din nou într-un Texas Deathmatch la Revolution pe 5 martie, pe care Moxley l-a pierdut prin supunere. În episodul din 8 martie din Dynamite, Moxley, Castagnoli și Yuta l-au învins pe Page și pe aliații săi din The Dark Order în urma unui meci, devenind heeli. BCC avea să țintească apoi pe Page și pe aliații săi Kenny Omega și The Young Bucks, care vor reforma Elite pentru a-i provoca. Cele două grupe s-au confruntat într-un meci Anarchy in the Arena la Double or Nothing pe 28 mai, pe care BCC l-a câștigat după asistența lui Don Callis și Konosuke Takeshita, care i-au atacat pe Omega în ultimele momente ale meciului. La evenimentul Forbidden Door din 25 iunie, Moxley, Castagnoli și Yuta au făcut echipă cu Takeshita și Shota Umino pentru a-i înfrunta pe The Young Bucks, Page, Eddie Kingston și Tomohiro Ishii într-un meci de echipă de zece oameni, dar au fost învinși. La Blood and Guts, Moxley, Castagnoli și Yuta au făcut echipă cu Takeshita și Pac pentru a înfrunta The Elite și Kota Ibushi într-un meci Blood and Guts, pierzând.

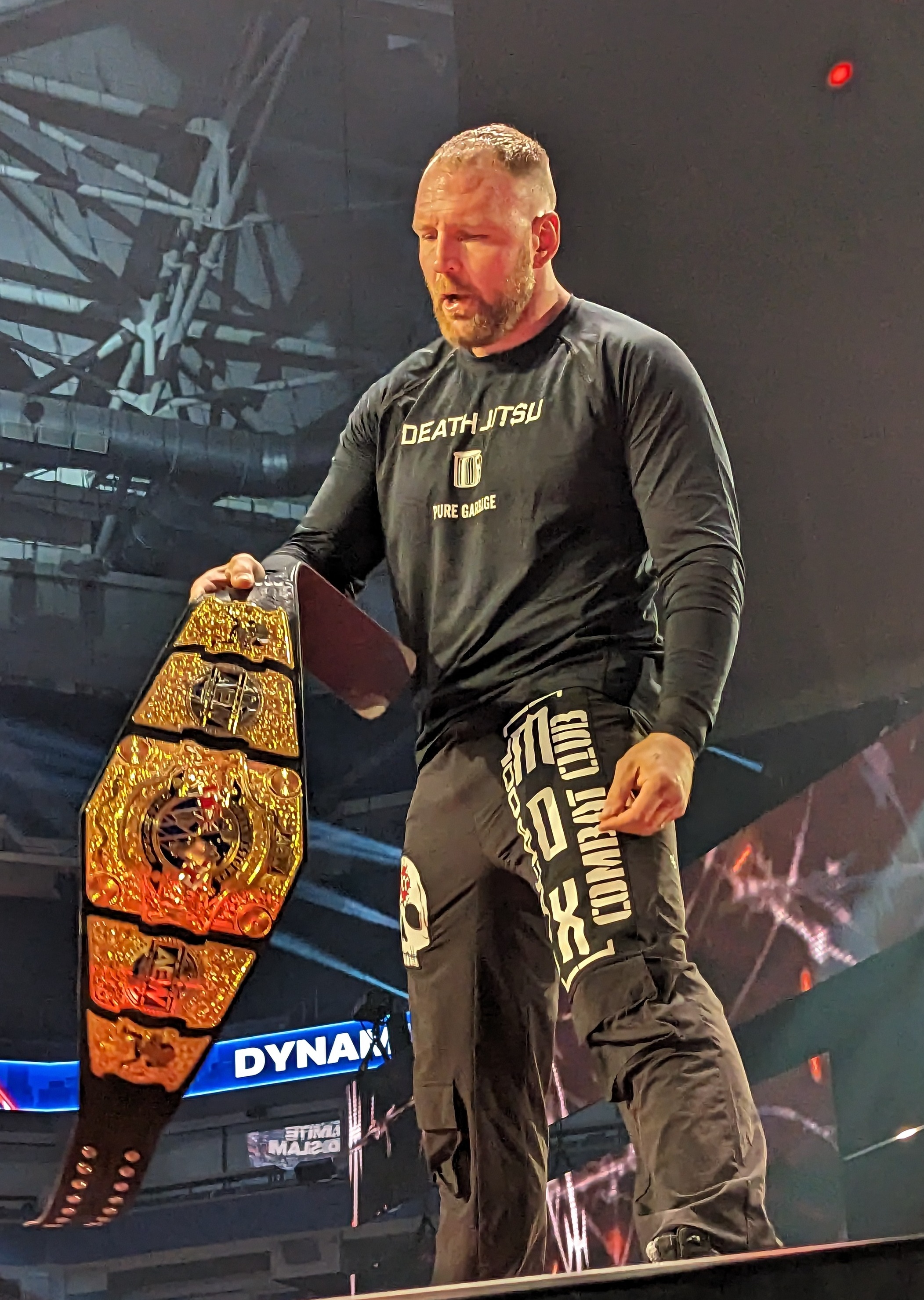
Jon Moxley International Championship

La evenimentul All In din 27 august, BCC a făcut echipă cu Santana și Ortiz pentru a-i înfrunta pe Eddie Kingston, Penta El Zero Miedo și Best Friends (Orange Cassidy, Trent și Chuck Taylor) într-un meci Stadium Stampede, dar a pierdut. Săptămâna următoare la All Out, Moxley l-a învins pe Orange Cassidy pentru a câștiga centura Internațional AEW. Cu toate acestea, a pierdut titlul 17 zile mai târziu în fața lui Rey Fénix la Dynamite: Grand Slam pe 20 septembrie. În timpul acestui meci, a suferit o comoție legitimă care a dus la modificarea rezultatului scenariului meciului pentru ca Fénix să câștige. Din cauza accidentării sale, Moxley a lipsit, dar a rămas activ în AEW, inclusiv oferind comentarii la WrestleDream pe 1 octombrie. Era programat să se întoarcă și să se confrunte cu Fénix pentru Centura Internațională din episodul din 10 octombrie din Dynamite, dar a fost eliminat din meci pentru că nu a fost autorizat medical și a fost înlocuit de Cassidy, care l-a învins pe Fénix pentru a câștiga centura. Cassidy l-a învins pe Moxley pentru a-și păstra centura la Full Gear pe 18 noiembrie. După aceasta, Moxley a concurat în turneul Continental Classic, dar a pierdut în fața lui Eddie Kingston în finala de la Worlds End pe 30 decembrie. Moxley și Castagnoli înving pe FTR la evenimentul Revolution din 3 martie, 2024.

#### Death Riders (2024–prezent)
Moxley s-a întors după o pauză în episodul din 28 august din Dynamite cu muzica sa „Death Rider” de la NJPW, strigându-l pe Darby Allin și afirmând criptic „Aceasta [AEW] nu mai este compania ta” lui Tony Schiavone. Mai târziu în acel episod, el s-a aliat cu Marina Shafir. La evenimentul All Out din 7 septembrie, lui Moxley i s-au alăturat Castagnoli, Shafir și Pac care l-au atacat brutal pe Danielson după apărarea sa a centurii Mondial AEW, asumându-și conducerea BCC cu Pac și Shafir drept cei mai noi membri. Devenind un personaj heel, Moxley l-a învins pe Allin la evenimentul Grand Slam din 25 septembrie pentru a-și câștiga dreptul de a-l provoca pe Danielson pentru AEW World Championship la WrestleDream. 

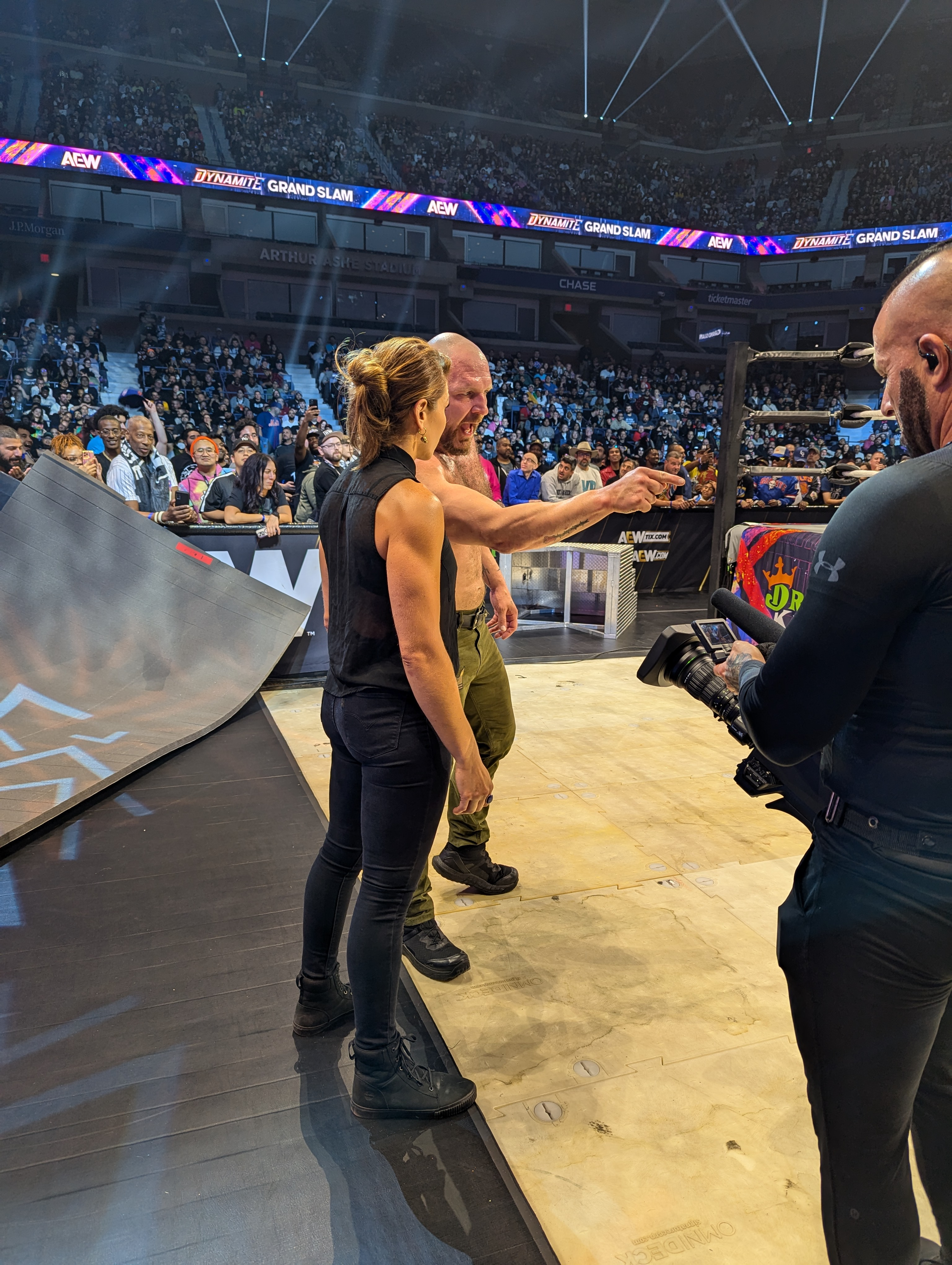
Jon Moxley și Marina Shafir in 2024

La WrestleDream pe 12 octombrie, Moxley l-a învins pe Danielson pentru a câștiga AEW World Championship pentru a patra oară, record în AEW. Ulterior, Yuta s-a alăturat lui Moxley brutalizându-l pe Danielson și sufocându-l cu o pungă de plastic. În următorul episod din Dynamite, Moxley și-a explicat acțiunile exprimându-și furia față de wrestleri din AEW vrând să transforme compania după propia sa imagine. În noiembrie 2024, BCC s-a redenumit în „Death Riders”, un semn la porecla lui Moxley în NJPW. Pe 23 noiembrie la Full Gear, Moxley și-a apărat cu succes titlul împotriva lui Orange Cassidy. Pe 28 decembrie la Worlds End, Moxley și-a apărat cu succes titlul împotriva lui Cassidy, Adam Page și Jay White într-un meci cu patru. După meci, Moxley a fost confruntat de FTR și Cope care se întoarce. Pe 15 ianuarie, la AEW Maximum Carnage, Moxley și-a apărat cu succes titlul împotriva lui Powerhouse Hobbs. Pe 9 martie, la Revolution, Moxley și-a apărat cu succes titlul împotriva lui Cope și Christian Cage. Deși inițial meciul oficial a fost între Cope și Moxley, acesta a devenit un triple threat, deoarece Christian și-a folosit contractul câștigat la All In. În episodul din 19 martie al Dynamite, Moxley l-a învins pe Cope într-o revanșă pentru titlu într-un street fight. Pe 6 aprilie, la Dynasty, Moxley și-a apărat cu succes titlul împotriva lui Swerve Strickland după interferența The Young Bucks. Pe 16 aprilie, la Dynamite: Spring BreakThru, Moxley l-a înlocuit pe Pac, accidentat, pentru a face echipă cu Castagnoli și Yuta pentru a apăra  AEW World Trios Championship împotriva lui Powerhouse Hobbs și The Opps (Samoa Joe și Katsuyori Shibata), dar cei trei au pierdut meciul și titlurile.

## Manevre de final
- Dirty deeds

## Palmares

#### WWE
- WWE Championship (1 data)
- WWE United States Championship (1 data)
- WWE Intercontinental Championship (3 ori ))
- Money in the Bank (2016)
- WWE Raw Tag Team Champion ( 2 ori)